# Escuela de Suboficiales de la Fuerza Aérea Ezeiza
La Escuela de Suboficiales de la Fuerza Aérea Ezeiza (ESFAE) es un instituto de formación militar de la Fuerza Aérea Argentina con asiento en Ezeiza y con dependencia de la Dirección General de Educación de esa fuerza armada.

## Reseña
El Centro de Instrucción Profesional de Aeronáutica (CIPRA) fundado en Ezeiza el 1 de junio de 1960. Después cambió su estructura como Escuela de Suboficiales de la Fuerza Aérea Ezeiza (ESFAE) aunque cambió por Instituto de Formación Ezeiza (IFE). En 2022 volvió nuevamente a constituir la Escuela de Suboficiales de la Fuerza Aérea Ezeiza (ESFAE).
Su misión es la formación del personal militar subalterno del cuerpo de apoyo operativo y el personal militar superior del cuerpo de servicios profesionales de la Fuerza Aérea.